# Lago Okeechobee
O Lago Okeechobee (em inglês:  Lake Okeechobee) é um lago de água doce no estado norte-americano da Flórida. É o quarto maior lago inteiramente em território estadunidense, com área de 1.890 km², e relativamente raso com profundidade média de 3 metros (9 pés). O lago cobre partes de cinco condados diferentes.
O nome Okeechobee deriva das palavras "oki" (água) e "chubi" (grande) na língua hitchiti. Previamente foi conhecido por Macaco e Mayaimi, este último a origem do nome da cidade de Miami e do seu rio homônimo.

## Geografia
O fundo do lago consiste em uma bacia de pedra calcária. Sua água é turva devido à presença de nutrientes. A superfície fica aproximadamente a 4m acima do nível do mar com certa variação sazonal, e sua profundeza varia de 0,3 a 4m. O lago é cercado por uma barragem de 6,5m para impedir as catastróficas enchentes que ocorriam no passado devido à passagem de furacões pela região, a pior das quais matou ao menos 2.500 pessoas em 1928. Há varios afluentes,o principal sendo o Rio Kissimmee. A vazão se dá pelo Miami River e pelo New River, entre outros. O Okeechobee é também vital à ecologia dos Everglades, e as alterações sofridas lago ele prejudicam gravemente este ecossistema, que agora se encontra bastante diminuído.

## Fauna
O lago abriga um grande número de jacarés (aligátores), e é famoso pela pesca de percas e outros peixes.

## Recreação
Além das excelentes oportunidades para a pesca, em anos recentes construiu-se uma trilha sobre a barragem que cerca o lago, a qual foi oficialmente denominada como "Trilha Nacional de Valor Paisagístico" ou National Scenic Trail. Esta pode ser utilizada por ciclistas e caminhantes.